# Sil de Strandjutter
Sil de Strandjutter is een boek van Cor Bruijn uit 1940, geïllustreerd door Anton Pieck, dat door Willy van Hemert werd bewerkt tot de gelijknamige televisieserie.
De televisieserie (in zeven delen) werd  door de NCRV in 1976 uitgezonden. De serie was een coproductie met de BRT, hetgeen verklaart waarom er een gemengd Belgisch/Nederlandse cast is. De regisseur is Bob Löwenstein en de muziek is van Johnny Pearson. 
In 1969 werd zij uitgezonden als hoorspel.

## Het verhaal
Het verhaal speelt zich af op het van de rest van Nederland afgesloten Terschelling aan het eind van de 19e eeuw. Sil Droeviger, boer in Oosterend, vult zijn inkomen voor zijn gezin, bestaande uit zijn vrouw Jaakje en zoons Jelle en Wietse, aan met strandjutten. Op een dag steekt er een sterke storm op en redt Sil een meisje uit een gezonken Zweedse sloep, terwijl de moeder verdrinkt. Sil neemt het meisje mee naar huis en voedt het op als zijn eigen dochter. Hij noemt haar Lobke, net als hun dochtertje dat vlak na de geboorte is overleden. Als Sil haar bij de burgerlijke stand komt aangeven als zijn eigen dochter, levert dit de nodige problemen op. 
De dominee heeft het er nog moeilijker mee het kind te laten dopen, wat leidt tot een breuk tussen Sil en de kerk. De kinderen groeien op tot jonge volwassenen. De broers zijn elkaars tegenpolen: Jelle is een vrije vogel, die graag met de meisjes stoeit en Wietse is zachtmoedig, rustig en doordacht. Wietse begint na te denken over het feit of jutten wel goed is; of het wel echt zo is dat wat je vindt, je ook mag houden. Hij weigert nog verder te jutten, tot groot ongenoegen van Sil, en vertrekt na een ruzie naar zee. Jelle zoekt dan toenadering tot Lobke. Ook dit maakt Sil kwaad, hij wil dat Jelle met Maam trouwt, de dochter van een bevriende boer. Jelle raakt echter geobsedeerd van Lobke, die hem keer op keer afwijst. Het leidt uiteindelijk tot een tragedie wanneer Jelle kwaad wegloopt. Die nacht woedt er een hevige storm en een schip loopt vast. Jelle probeert op een paard de bemanning te redden maar verdrinkt.
Wietse komt terug om voorgoed te blijven. Hij en Lobke weten nu zeker dat ze voor elkaar bestemd zijn.

## Rolverdeling
- Sil Droeviger - Jan Decleir
- Jaakje Droeviger - Elsje Scherjon
- Jelle Droeviger (volwassen) - Hidde Maas
- Wietse Droeviger (volwassen) - Luk De Koninck
- Lobke (volwassen) - Monique van de Ven
- Ane India - Johan te Slaa
- Maam - Johanneke van Kooten
- Gert - John Leddy
- Schoolmeester - Tob de Bordes
- veilingmeester - Frans Kokshoorn
- Douwe - Hans Boskamp
- Tjalf - Bert van der Linden
- Kees - Con Meijer
- Ties van Kunne - Bram van der Vlugt
- dominee - Paul Saraber
- Nien - Betsy Smeets
- Anes Maria - Annie van den Vorstenbosch
- Sijke - Nel Snel
- Gonne - Fien Berghegge
- commissielid - Piet Merchie
- Aike - Pieter Groenier
- Gauwe - Jan Kruyk
- Oene - Henk Uterwijk
- Iemke - Arie Doeksen
- Ane Ruyg - Joop Vuurer

## Trivia
- De televisieserie is op DVD uitgebracht.
- De serie was zo populair destijds dat Sil de Standjutter zelfs als personage opdook in het Suske en Wiske-album De woelige wadden.
- Sinds de uitzending van de serie is de Friese naam Jelle zeer populair in Vlaanderen, terwijl die vóór 1976 vrijwel onbekend was.
- In het seizoen 2007/2008 werden de scènes van deze serie gebruikt voor stap 5 van de Max Geheugentrainer - Wat zien ik?

## Meer informatie
- imdb.com
- Sil de Strandjutter (youtube)